# Albert I de Castellvell
Albert I de Castellvell (Senyor de Castellvell Arbert III de Castellvell 1177-1205).
Era fill de Guillem (V) de Castellvell i de Balasqueta de Vilademuls. Fruí d'un gran prestigi durant el regnat d'Alfons el Cast i de Pere el Catòlic. Molt combatiu, el rei en persona hagué d'intervenir vers 1188/89 perquè deixés en llibertat el vescomte d'Urgell Ponç III de Cabrera, que ell tenia presoner.
Amant de les festes i de la poesia, Ramon Vidal de Besalú el celebrà en una de les seves famoses composicions. Estengué considerablement les seves possessions, principalment per les Muntanyes de Prades i l'actual Priorat.
En morir, de retorn de Terra Santa, l'heretà en la senyoria de Castellvell la seva germana Guillema I, i en la senyoria de Siurana, l'altra germana, Alamanda I.